# Cleisthenes
Cleisthenes es un género de peces de la familia Pleuronectidae, del orden Pleuronectiformes. Este género marino fue descrito por primera vez en 1904 por David Starr Jordan y Edwin Chapin Starks.

## Especies
Especies reconocidas del género:
- Cleisthenes herzensteini (P. J. Schmidt, 1904)
- Cleisthenes pinetorum D. S. Jordan & Starks, 1904

### Lectura recomendada
- Cooper, J. Andrew, and François Chapleau. 1998. Monophyly and intrarelationships of the family Pleuronectidae (Pleuronectiformes), with a revised classification. Fishery Bulletin, vol. 96, no. 4. 686-726.
- Eschmeyer, William N., ed. 1998. Catalog of Fishes. Special Publication of the Center for Biodiversity Research and Information, no. 1, vol 1-3. 2905.